# Chronologie de la Lorraine
 (août 2020).

Drapeau de la Lorraine.

Cette page liste les articles de la chronologie de la Lorraine.

## Préhistoire et protohistoire
- Voir : Paléolithique
- Voir : Néolithique
- Voir : Âge du bronze
- Voir : Premier Âge du fer
- Voir : Période Celte

## Période gallo-romaine etIermillénaire
- Voir : Ier siècle
- Voir : IIe siècle
- Voir : IIIe siècle
- Voir : IVe siècle
- Voir : Ve siècle
- Voir : VIe siècle
- Voir : VIIe siècle
- Voir : VIIIe siècle
- Voir : IXe siècle
- Voir : Xe siècle

## IIemillénaire
- Voir : XIe siècle
- Voir : XIIe siècle
- Voir : XIIIe siècle
- Voir : XIVe siècle
- Voir : XVe siècle
- Voir : XVIe siècle
- Voir : XVIIe siècle
- Voir : XVIIIe siècle
  - Voir : 1789, 1790
  - Voir : 1791, 1792, 1793, 1794, 1795, 1796 , 1797 , 1798 , 1799, 1800
- XIXe siècle
  - Voir : 1801, 1802, 1803, 1804, 1805, 1806, 1807, 1808, 1809, 1810
  - Voir : 1811, 1812 , 1813, 1814, 1815, 1816, 1817, 1818, 1819, 1820
  - Voir : 1821, 1822 , 1823, 1824, 1825, 1826, 1827, 1828, 1829, 1830
  - Voir : 1831, 1832, 1833, 1834, 1835, 1836, 1837,, 1838, 1839, 1840
  - Voir : 1841, 1842, 1843, 1844, 1845, 1846, 1847, 1848, 1849, 1850
  - Voir : 1851, 1852, 1853, 1854, 1855, 1856, 1857, 1858, 1859, 1860
  - Voir : 1861, 1862, 1863, 1864, 1865, 1866, 1867, 1868, 1869, 1870
  - Voir : 1871, 1872, 1873, 1874,, 1875, 1876, 1877, 1878, 1879, 1880
  - Voir : 1881, 1882, 1883, 1884, 1885, 1886, 1887, 1888, 1889, 1890
  - Voir : 1891, 1892, 1893, 1894, 1895, 1896, 1897, 1898, 1899, 1900
- XXe siècle
  - Voir : 1901, 1902, 1903, 1904, 1905, 1906, 1907, 1908, 1909, 1910
  - Voir : 1911, 1912, 1913, 1914, 1915, 1916, 1917, 1918, 1919, 1920
  - Voir : 1921, 1922, 1923, 1924, 1925, 1926, 1927, 1928, 1929, 1930
  - Voir : 1931, 1932, 1933, 1934, 1935, 1936, 1937, 1938, 1939, 1940
  - Voir : 1941, 1942, 1943, 1944, 1945, 1946, 1947, 1948, 1949, 1950
  - Voir : 1951, 1952, 1953, 1954, 1955, 1956, 1957, 1958, 1959, 1960
  - Voir : 1961, 1962, 1963, 1964, 1965, 1966, 1967, 1968, 1969, 1970
  - Voir : 1971, 1972, 1973, 1974, 1975, 1976, 1977, 1978, 1979, 1980
  - Voir : 1981, 1982, 1983, 1984, 1985, 1986, 1987, 1988, 1989, 1990
  - Voir : 1991, 1992, 1993, 1994, 1995, 1996, 1997, 1998, 1999, 2000

## IIIemillénaire
- XXIe siècle
  - Voir : 2001, 2002, 2003, 2004, 2005, 2006, 2007, 2008, 2009, 2010
  - Voir : 2011, 2012, 2013, 2014, 2015.